# New Miami
New Miami és una població dels Estats Units a l'estat d'Ohio. Segons el cens del 2000 tenia 2.469 habitants.

## Demografia
Segons el cens del 2000, New Miami tenia 2.469 habitants, 877 habitatges, i 701 famílies. La densitat de població era de 1.071,1 habitants/km².
Dels 877 habitatges en un 35,5% hi vivien nens de menys de 18 anys, en un 56,4% hi vivien parelles casades, en un 17,8% dones solteres, i en un 20% no eren unitats familiars. En el 15,5% dels habitatges hi vivien persones soles el 7,5% de les quals corresponia a persones de 65 anys o més que vivien soles. El nombre mitjà de persones vivint en cada habitatge era de 2,82 i el nombre mitjà de persones que vivien en cada família era de 3,11.
Per edats la població es repartia de la següent manera: un 27,9% tenia menys de 18 anys, un 8,7% entre 18 i 24, un 29,5% entre 25 i 44, un 21,3% de 45 a 60 i un 12,5% 65 anys o més.
L'edat mediana era de 34 anys. Per cada 100 dones de 18 o més anys hi havia 91,1 homes.
La renda mediana per habitatge era de 35.476 $ i la renda mediana per família de 40.057 $. Els homes tenien una renda mediana de 30.938 $ mentre que les dones 19.966 $. La renda per capita de la població era de 15.538 $. Aproximadament el 10,3% de les famílies i l'11% de la població estaven per davall del llindar de pobresa.

## Poblacions més properes
El següent diagrama mostra les poblacions més properes.